# Patrick Nordmann
Patrick Nordmann, född den 4 mars 1949, död den 20 augusti 2022, var en schweizisk journalist och serieförfattare.
Som serieförfattare blev han mest känd för att ha skrivit manus till två Lucky Luke-album: "Profeten" (Le prophète, 2000) och "Västernlegenderna bröderna Dalton" (La légende de l'ouest, 2002). Han kom att bli den siste manusförfattaren att samarbeta med seriens skapare Morris innan dennes död 2001.